# Moritz Moszkowski

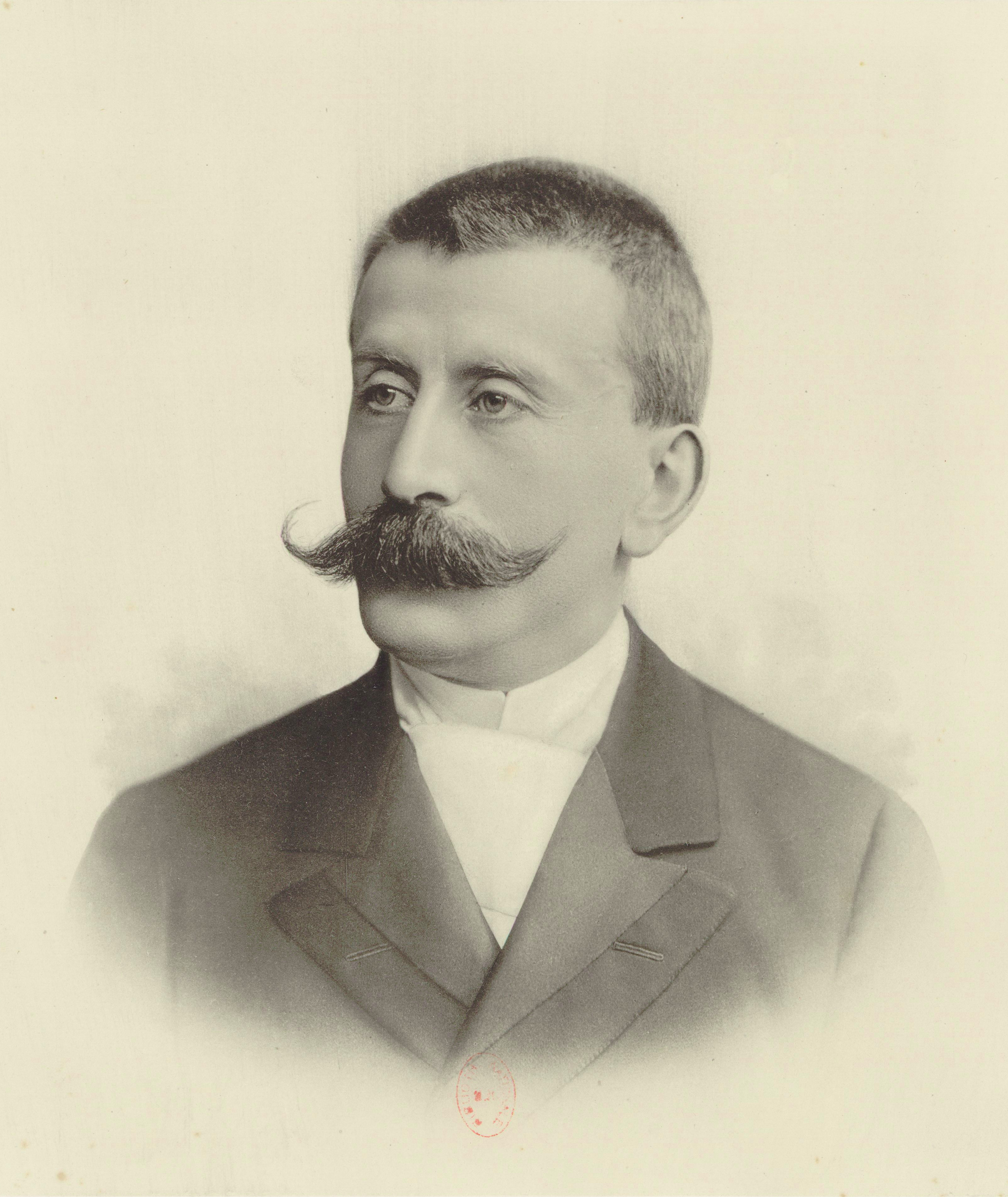
Moritz Moszkowski.

Moritz Moszkowski, född den 23 augusti 1854 i Breslau, död den 4 mars 1925 i Paris, var en tysk pianist och tonsättare av polsk härkomst, bror till Alexander Moszkowski.
Moszkowski utbildades vid Sterns och Kullaks konservatorier i Berlin och började 1873 konsertera (i Berlin, Paris, Warschau och så vidare). År 1897 bosatte han sig i Paris. 
Mest känd är hans graciösa och raffinerade pianomusik (Spanische tänze, en konsert med mera); hans symfoniska dikt Jeanne d'Arc väckte uppseende. Moszkowski skrev även orkesterstycken, en violinkonsert, operan Boabdil (1892), visor med mera.